# Yan Phillipe
Yan Philipe Oliveira Lemos (ur. 17 maja 2004 w Belo Horizonte) – brazylijski piłkarz występujący na pozycji ofensywnego pomocnika lub skrzydłowego, od 2024 roku zawodnik meksykańskiego Atlético San Luis.
Jego brat Marco Túlio również jest piłkarzem.